# Вірджиліо Фоссаті
Вірджиліо Фоссаті (італ. Virgilio Fossati, нар. 12 вересня 1889, Мілан, Італія — пом. 25 грудня 1916, Монфальконе, Гориція, Фріулі-Венеція-Джулія, Італія) — італійський футболіст і тренер.

## Клубна кар'єра

Фоссаті у формі «Інтера»

З 1908 по 1915 рік захищав кольори «Інтернаціонале». З 1909 року поєднував виступи на футбольному полі з тренерською роботою, ставши таким чином першим головним тренером в історії міланської команди. Учасник першого матчу в історії міланського дербі, яке відбулося 18 жовтня 1908 року в швейцарському місті К'яссо (поразка 1:2).
Вніс вагомий внесок у сенсаційну перемогу «Інтера» в чемпіонаті країни в сезоні 1909/10. У фіналі проти тогочасного лідера італійського футболу «Про Верчеллі» забив два м'ячі, а гра завершилася з рахунком 10:3 на користь міланців. З 1914 року за «Інтер» виступав і його молодший брат — Джузеппе Фоссаті. Всього за клуб провів 97 матчів (4 голи).
1915 року був мобілізований до італійської армії. 25 грудня наступного року загинув в одному з боїв Першої світової війни.

## Виступи за збірну
15 травня 1910 року був включений до складу національної збірної Італії на її перший в історії офіційний матч — товариську гру, в якій у Мілані італійці здобули переконливу перемогу над збірною Франції (6:2). Таким чином став першим представником «Інтернаціонале» в національній збірній. Відзначився забитим м'ячем на 20-й хвилині матчу. Відповідно став і першим автором гола у складі збірної Італії серед представників «Інтера».
Через 11 днів після дебюту відіграв у грі італійців проти збірної Угорщини, у якій вони поступилися 1:6, що стало першою поразкою в історії італійської футбольної збірної.
Загалом до січня 1915 року провів дванадцять ігор проти збірних Франції, Угорщини, Швейцарії і Австрії. З 1912 року був капітаном національної команди Італії.

## Статистика виступів

### Статистика клубних виступів
| Сезон             | Команда           | Чемпіонат         | Чемпіонат | Чемпіонат | Збірна | Збірна |
| Сезон             | Команда           | Л                 | І         | Г         | І      | Г      |
| ----------------- | ----------------- | ----------------- | --------- | --------- | ------ | ------ |
| 1909              | «Інтернаціонале»  | ЧІ                | 2         | 0         | —      | —      |
| 1909/10           | «Інтернаціонале»  | ЧІ                | 17        | 0         | 2      | 1      |
| 1910/11           | «Інтернаціонале»  | ЧІ                | 15        | 0         | 3      | 0      |
| 1911/12           | «Інтернаціонале»  | ЧІ                | 10        | 1         | —      | —      |
| 1912/13           | «Інтернаціонале»  | ЧІ                | 9         | 1         | 2      | 0      |
| 1913/14           | «Інтернаціонале»  | ЧІ                | 25        | 1         | 4      | 0      |
| 1914/15           | «Інтернаціонале»  | ЧІ                | 19        | 1         | 1      | 0      |
| Усього за кар'єру | Усього за кар'єру | Усього за кар'єру | 97        | 4         | 12     | 1      |

### Статистика виступів за збірну
| Дата       | Місто        | Господарі | Результат | Гості     | Турнір           | Голи | Примітки                               |
| ---------- | ------------ | --------- | --------- | --------- | ---------------- | ---- | -------------------------------------- |
| 15/05/1910 | Мілан        | Італія    | 6 – 2     | Франція   | товариський матч | 1    | Перша гра в історії збірної Італії     |
| 26/05/1910 | Будапешт     | Угорщина  | 6 – 1     | Італія    | товариський матч | -    | Перша поразка в історії збірної Італії |
| 09/04/1911 | Сент-Уан     | Франція   | 2 – 2     | Італія    | товариський матч | -    |                                        |
| 07/05/1911 | Мілан        | Італія    | 2 – 2     | Швейцарія | товариський матч | -    |                                        |
| 21/05/1911 | Ла-Шо-де-Фон | Швейцарія | 3 – 0     | Італія    | товариський матч | -    |                                        |
| 22/12/1912 | Генуя        | Італія    | 1 – 3     | Австрія   | товариський матч | -    | кап.                                   |
| 12/01/1913 | Сент-Уан     | Франція   | 1 – 0     | Італія    | товариський матч | -    | кап.                                   |
| 11/01/1914 | Мілан        | Італія    | 0 – 0     | Австрія   | товариський матч | -    | кап.                                   |
| 29/03/1914 | Турин        | Італія    | 2 – 0     | Франція   | товариський матч | -    | кап.                                   |
| 05/04/1914 | Генуя        | Італія    | 1 – 1     | Швейцарія | товариський матч | -    | кап.                                   |
| 17/05/1914 | Берн         | Швейцарія | 0 – 1     | Італія    | товариський матч | -    |                                        |
| 31/01/1915 | Турин        | Італія    | 3 – 1     | Швейцарія | товариський матч | -    | кап.                                   |
| Усього     |              | Матчів    | 12        |           | Голів            | 1    |                                        |

## Досягнення
- Чемпіон Італії (1): 1910